# 鄭成淑
鄭 成淑（チョン・ソンスク、朝: 정성숙、英: Jung Sung-Sook、1972年1月26日 - ）は、韓国・慶州市出身の女子柔道家。身長165cm。

## 概要
それまでの56kg級から61kg級に階級を上げて1995年の世界選手権では優勝するが、翌年の1996年アトランタオリンピックでは準決勝でベルギーのジェラ・バンデカバイエに敗れて3位に終わり、翌年の世界選手権でも3位となった。さらにアジア大会で3位になって以降は一旦引退した。しかしその後カムバックすると、一時期住友海上に所属することにもなった。2000年シドニーオリンピックではアトランタに続いて銅メダルを獲得した。

## 主な戦績
- 1993年 - 世界選手権　5位
- 1993年 - アジア選手権　優勝
- 1993年 - 福岡国際　優勝
- 1994年 - グッドウィルゲームズ　優勝
- 1994年 - アジア大会　優勝
- 1994年 - 世界学生　優勝
- 1995年 - フランス国際　優勝
- 1995年 - オーストリア国際　優勝
- 1995年 - ドイツ国際　3位
- 1995年 - ユニバーシアード　優勝
- 1995年 - 世界選手権　優勝
- 1995年 - アジア選手権　優勝
- 1996年 - フランス国際　3位
- 1996年 - オーストリア国際　優勝
- 1996年 - ドイツ国際　優勝
- 1996年 - アトランタオリンピック　3位
- 1996年 - アジア選手権　優勝
- 1996年 - 福岡国際　優勝
- 1997年 - ワールドカップ団体戦　2位
- 1997年 - 東アジア大会　優勝
- 1997年 - 世界選手権　3位
- 1997年 - アジア選手権　優勝
- 1998年 - アジア大会　3位
- 2000年 - フランス国際　優勝
- 2000年 - アジア選手権　優勝
- 2000年 - シドニーオリンピック　3位
- 2001年 - グランプリ・セビリア　5位